# Rivalidades de la selección de fútbol de Inglaterra
La selección inglesa mantiene distintas rivalidades con otras selecciones, algunas de ellas muy marcadas. Empezando por sus vecinas de las islas británicas, con las que disputaba los primeros partidos de la historia de los combinados nacionales, a algunas como la que mantiene con la selección sudamericana de Argentina acrecentada por motivos políticos.
Entre ellas, destacan sobre todo tres de ellas. Frente a la selección escocesa, presente desde su primer enfrentamiento en 1872; contra la selección argentina, que comenzaría en 1966 y se acrecentaría años más tarde por motivos extradeportivos; y frente a la selección alemana, iniciada principalmente por los conflictos bélicos vividos.,
Además, las distintas rivalidades y partidos frente a los ingleses, se ven acrecentadas por el hecho de que Inglaterra es la inventora de dicho deporte, y siempre cuentan con el "plus" de lograr vencer a los pioneros futbolísticos.
En menor medida, por el menor potencial histórico, la selección inglesa mantiene también la rivalidad propia de equipos vecinos, acrecentada por ser además integrantes del mismo país, Gran Bretaña. A la ya citada Escocia, los distintos combinados de las islas británicas: la selección galesa y la selección norirlandesa mantienen también una rivalidad con Inglaterra, que vivió su máximo apogeo en el extinto British Home Championship.

## Escocia

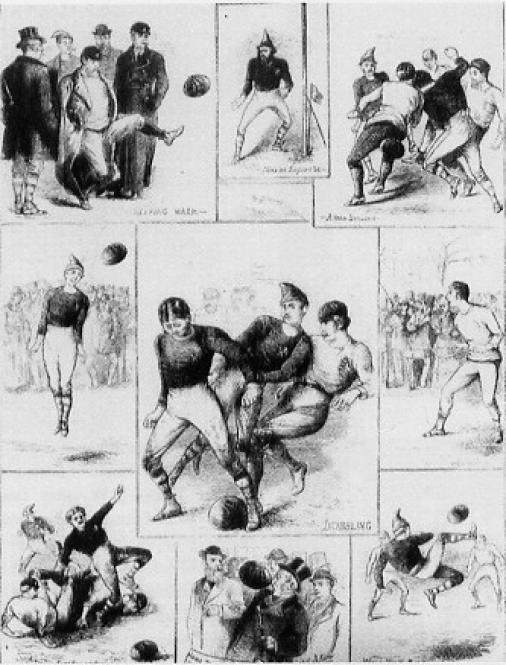
Escenas del primer encuentro oficial entre selecciones: 0 - 0 (30 de noviembre de 1872).

La rivalidad con los escoceses es una de las más importantes y la más antigua a nivel de selecciones, propiciada por ser ambos conjuntos de asociaciones vecinas., La rivalidad se acrecentó además por el hecho de ser las dos primeras selecciones existentes en el fútbol, jugándose su primer encuentro el 30 de noviembre de 1872 en Hamilton Crescent, Glasgow. Dicha proximidad geográfica entre ambos países y algunos hechos ocurridos a lo largo de la historia provoca una gran rivalidad entre sí que se refleja por lo general en diversas competiciones deportivas. Aunque actualmente se ha visto disminuida por las discretas actuaciones de la selección de Escocia en los torneos internacionales, antaño fue una de las más atrayentes en el panorama futbolístico. Sus duelos comenzaron en 1872, y se acrecentaron en la disputa del British Home Championship, donde fueron las dos selecciones más laureadas. Su rivalidad se vio acrecentada por el nacionalismo escocés, que aboga por una independencia de Escocia del Reino Unido y que provoca el deseo de querer vencer a los ingleses en un encuentro al que los medios escoceses se refieren como el "Auld Enemy" (Enemigo de antaño o viejo enemigo).
Esa disminución, desde la década de los 80, vino provocada por la suspensión del citado British Home Championship en 1984 y de la Copa Rous en 1989, y a que paralelamente Inglaterra fue desarrollando nuevas rivalidades ante otros combinados, que a la larga fueron restando importancia a la centenaria rivalidad.,
Pese a ello, aún en la actualidad se genera gran cantidad de atención entre los medios de prensa de ambos países cuando se enfrentan ambas naciones.
Hasta junio de 2021, fecha del último encuentro oficial entre ambos, se han enfrentado un total de 115 ocasiones en los que el resultado fue favorable a Inglaterra en 48 partidos y a Escocia en 41, sumando un resto de 26 empates. Un balance muy equilibrado pese a la cantidad de encuentros entre ambos (más que entre otras dos selecciones cualquiera), que hacen gala de esta gran rivalidad en la que en los primeros años Escocia dominaba, para dar paso al dominio actual de los ingleses.
Pese a la gran historia de ambos conjuntos, y a ser los inventores de dicho deporte, no han conseguido obtener muchos logros en las grandes competiciones futbolísticas actuales, viendo cómo otras selecciones ocupan las primeras plazas del palmarés. Los ingleses sí conseguirían levantar un gran trofeo de selecciones, como fue la Copa Mundial de Fútbol de 1966 que ellos mismos celebraron, mientras que los escoceses no han sido capaces de lograr un título oficial FIFA de selecciones, aunque hay que destacar las dos medallas de oro olímpicas conquistadas por el Reino Unido en Londres 1908 y Estocolmo 1912 en el que ambos conjuntos estaban representados, corroborando el gran dominio de los primeros años del siglo XX del fútbol británico.
- Resumen contra Escocia:[10]

| Competición          | PJ  | G. ING | E  | G. ESC | Gol ING | Gol ESC |
| -------------------- | --- | ------ | -- | ------ | ------- | ------- |
| Eurocopa             | 6   | 2      | 2  | 2      | 7       | 5       |
| Mundial              | 4   | 3      | 1  | 0      | 10      | 4       |
| Campeonato Británico | 84  | 35     | 19 | 30     | 145     | 116     |
| Copa Rous            | 5   | 3      | 1  | 1      | 5       | 2       |
| Amistosos            | 16  | 5      | 3  | 8      | 36      | 47      |
| Resumen              | 115 | 48     | 26 | 41     | 203     | 174     |

| PJ: Partidos jugados.         |
| G. ING: Ganador Inglaterra.   |
| E: Empate.                    |
| G. ESC: Ganador Escocia.      |
| Gol ING: Goles de Inglaterra. |
| Gol ESC: Goles de Escocia.    |

## Alemania
La rivalidad entre germanos e ingleses vino generada principalmente por los conflictos políticos y bélicos que se vivieron a comienzos del siglo XX por la Primera Guerra Mundial, y en especial y más tarde, por la Segunda Guerra Mundial. De hecho, en Inglaterra, aún se siguen refiriendo a los enfrentamientos con denominaciones propias del conflicto bélico,, y creó un antigermanismo en algunos ciudadanos ingleses que sin embargo no es tan fervoroso entre los ciudadanos alemanes.
Antes de la Segunda Gran Guerra, se produciría un hecho que irritaría mucho a la delegación y medios ingleses. Fue el 14 de mayo de 1938, cuando ambos países se enfrentaron en un amistoso en el Olympiastadion de Berlín. Antes del encuentro, un oficial se adentró en el vestuario inglés para instarles a que realizasen el tradicional saludo nazi durante el himno alemán, tal y como harían los germanos. Los jugadores, sorprendidos, se negaron a realizar tal acto, por lo que fueron de nuevo instados, esta vez por el embajador británico, debido a la delicada situación que se vivía en Europa y entre ambos países, en un intento por limar asperezas. Los jugadores finalmente aceptaron a regañadientes, pero consiguieron resarcirse con un marcador favorable de 3-6. Poco después de aquel partido, estallaría la Guerra que marcaría un antes y un después en la historia inglesa, antaño la más potente del panorama, un honor que tardaría en recuperar.
- Resumen contra Alemania:[14]

| Competición      | PJ | G. ING | E | G. ALE | Gol ING | Gol ALE |
| ---------------- | -- | ------ | - | ------ | ------- | ------- |
| Eurocopa         | 5  | 2      | 2 | 1      | 5       | 4       |
| Mundial          | 7  | 2      | 2 | 3      | 13      | 12      |
| Liga de Naciones | 2  | 0      | 2 | 0      | 4       | 4       |
| Oficial          | 14 | 4      | 6 | 4      | 22      | 20      |
| Amistosos (1)    | 21 | 10     | 2 | 9      | 35      | 26      |
| Resumen          | 35 | 14     | 8 | 13     | 57      | 46      |

| PJ: Partidos jugados.         |
| G. ING: Ganador Inglaterra.   |
| E: Empate.                    |
| G. ALE: Ganador Alemania.     |
| Gol ING: Goles de Inglaterra. |
| Gol ALE: Goles de Alemania.   |

| \| Edición \| Local \| Visitante \| Local \| Visitante \| Notas \| \| --------------------------- \| ------------ \| ------------------ \| ------------ \| ------------------ \| ---------------------- \| \| Bélgica 1972 \| Inglaterra 1 \| Alemania Federal 3 \| Inglaterra 0 \| Alemania Federal 0 \| Fase de clasificación. \| \| Inglaterra 1996 \| Inglaterra 1 \| Alemania 1 \| - \| - \| Semifinales. \| \| Bélgica y Países Bajos 2000 \| Inglaterra 1 \| Alemania 0 \| - \| - \| Fase de grupos. \| \| Europa 2020 \| Inglaterra 2 \| Alemania 0 \| - \| - \| Octavos de final. \| Datos actualizados: 29 de junio de 2021. |              |                    |              |                    |                        |
| Edición | Local        | Visitante          | Local        | Visitante          | Notas                  |
| Bélgica 1972 | Inglaterra 1 | Alemania Federal 3 | Inglaterra 0 | Alemania Federal 0 | Fase de clasificación. |
| Inglaterra 1996 | Inglaterra 1 | Alemania 1         | -            | -                  | Semifinales.           |
| Bélgica y Países Bajos 2000 | Inglaterra 1 | Alemania 0         | -            | -                  | Fase de grupos.        |
| Europa 2020 | Inglaterra 2 | Alemania 0         | -            | -                  | Octavos de final.      |

| \| Edición \| Local \| Visitante \| Local \| Visitante \| Notas \| \| ------------------ \| ------------ \| ------------------ \| ------------------ \| ------------ \| ---------------------- \| \| Inglaterra 1966 \| Inglaterra 4 \| Alemania Federal 2 \| - \| - \| Final. \| \| México 1970 \| - \| - \| Alemania Federal 3 \| Inglaterra 2 \| Cuartos de final. \| \| España 1982 \| - \| - \| Alemania Federal 0 \| Inglaterra 0 \| Segunda fase. \| \| Italia 1990 \| Inglaterra 1 \| Alemania Federal 1 \| - \| - \| Semifinales. \| \| Corea y Japón 2002 \| Inglaterra 0 \| Alemania 1 \| Alemania 1 \| Inglaterra 5 \| Fase de clasificación. \| \| Sudáfrica 2010 \| - \| - \| Alemania 4 \| Inglaterra 1 \| Octavos de final. \| Datos actualizados: 10 de agosto de 2012. |              |                    |                    |              |                        |
| Edición | Local        | Visitante          | Local              | Visitante    | Notas                  |
| Inglaterra 1966 | Inglaterra 4 | Alemania Federal 2 | -                  | -            | Final.                 |
| México 1970 | -            | -                  | Alemania Federal 3 | Inglaterra 2 | Cuartos de final.      |
| España 1982 | -            | -                  | Alemania Federal 0 | Inglaterra 0 | Segunda fase.          |
| Italia 1990 | Inglaterra 1 | Alemania Federal 1 | -                  | -            | Semifinales.           |
| Corea y Japón 2002 | Inglaterra 0 | Alemania 1         | Alemania 1         | Inglaterra 5 | Fase de clasificación. |
| Sudáfrica 2010 | -            | -                  | Alemania 4         | Inglaterra 1 | Octavos de final.      |

## Argentina

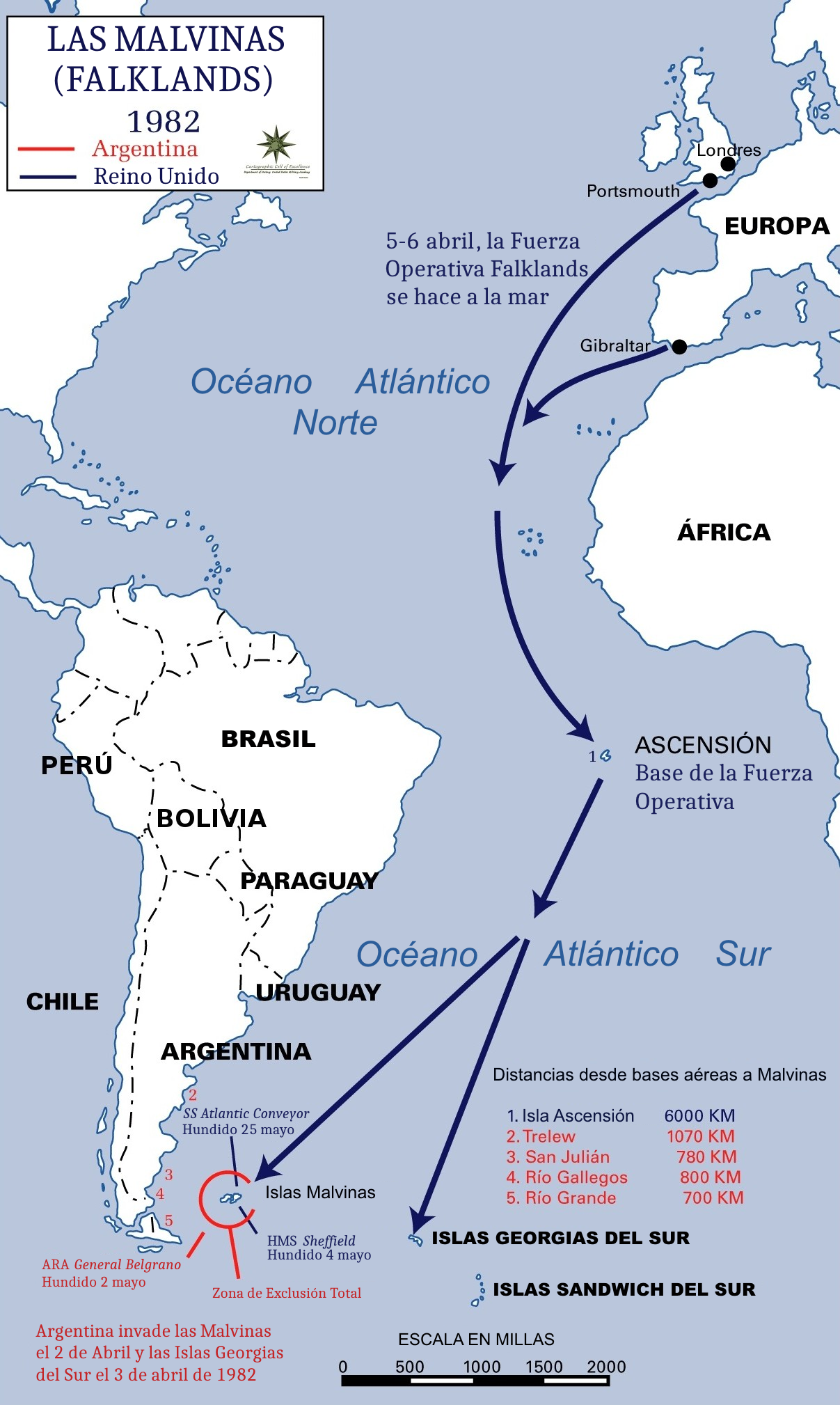
La Guerra de las Malvinas fue uno de los acontecimientos que más marcó la rivalidad entre ambos países.

La última gran rivalidad, y más reciente, nació entre argentinos e ingleses por sus múltiples enfrentamientos en la Copa Mundial, que se intensificaron debido a distintos conflictos extradeportivos hasta convertirse en uno de los clásicos de la Copa del Mundo. Un deporte introducido en Argentina por los ingleses en el siglo XIX, vería cómo se sucedían los éxitos en el país sudamericano mientras que Inglaterra, inventora y dominadora en los inicios, sufría por conseguir viejos éxitos. Pese a no ser muy común la rivalidad entre selecciones de continentes distintos, la disputa comenzaría en el Mundial de 1966 cuando tras un partido de gran dureza, el entrenador local Alf Ramsey tildaría a los argentinos de "animales", algo que fue visto en el país sudamericano como racista. Finalmente, los ingleses lograrían conquistar su primer y único Mundial hasta la fecha.
La contienda iba en aumento, y sin duda se vio exacerbada por una de las más recientes y grandes disputas no deportivas vividas por ambos países: la Guerra de las Malvinas. Ésta, iniciada por la disputa de la soberanía de las citadas Islas, desembocaría en 1982 en una guerra que haría que ambos combinados acrecentasen su rivalidad en todos los ámbitos, y que aun tiene repercusión en la actualidad.
Con el conflicto aún reciente, se produciría apenas 4 años después el enfrentamiento correspondiente a los cuartos de final del Mundial de 1986 de México. Los precedentes situaban el encuentro como algo más que lo puramente futbolístico. Estaba por vivirse uno de los mejores encuentros de la historia de la máxima competición.
El encuentro correspondiente a los cuartos de final del torneo, dejaría dos escenas para siempre recordadas en el mundo del fútbol, a cargo del futbolista argentino Diego Armando Maradona. El jugador convirtió dos goles que pasarían a la historia: «La mano de Dios», cuando tras realizar una genial jugada driblando a varios jugadores ingleses, el balón acabaría rechazado al cielo, y cuando parecía favorable al portero inglés, Maradona saltó y en una acción que pasó inadvertida para el colegiado, remataría el esférico con la mano haciendo inútil el intento de despeje de Peter Shilton; y el «Gol del Siglo», en el que Maradona, tras recibir el balón en el medio del campo, se deshizo de cuanto inglés le salió al paso para acabar anotando el 2-0 después de regatear también al portero. Ambos goles eliminarían a los ingleses tras finalizar el partido por un 2-1., Desde entonces, se siguen con gran euforia sus enfrentamientos.
- Resumen contra Argentina:[19]

| Competición   | PJ | G. ING | E | G. ARG | Gol ING | Gol ARG |
| ------------- | -- | ------ | - | ------ | ------- | ------- |
| Mundial       | 5  | 3      | 1 | 1      | 8       | 5       |
| Amistosos (1) | 9  | 3      | 5 | 1      | 13      | 10      |
| Resumen       | 14 | 6      | 6 | 2      | 21      | 15      |

| PJ: Partidos jugados.         |
| G. ING: Ganador Inglaterra.   |
| E: Empate.                    |
| G. ARG: Ganador Argentina.    |
| Gol ING: Goles de Inglaterra. |
| Gol ARG: Goles de Argentina.  |

| \| Edición \| Local \| Visitante \| Local \| Visitante \| Notas \| \| ------------------ \| ------------ \| ----------- \| ----------- \| ------------ \| ----------------- \| \| Chile 1962 \| Inglaterra 3 \| Argentina 1 \| - \| - \| Fase de grupos. \| \| Inglaterra 1966 \| Inglaterra 1 \| Argentina 0 \| - \| - \| Cuartos de final. \| \| México 1986 \| - \| - \| Argentina 2 \| Inglaterra 1 \| Cuartos de final. \| \| Francia 1998 \| - \| - \| Argentina 2 \| Inglaterra 2 \| Octavos de final. \| \| Corea y Japón 2002 \| - \| - \| Argentina 0 \| Inglaterra 1 \| Fase de grupos. \| Datos actualizados: 10 de agosto de 2012. |              |             |             |              |                   |
| Edición | Local        | Visitante   | Local       | Visitante    | Notas             |
| Chile 1962 | Inglaterra 3 | Argentina 1 | -           | -            | Fase de grupos.   |
| Inglaterra 1966 | Inglaterra 1 | Argentina 0 | -           | -            | Cuartos de final. |
| México 1986 | -            | -           | Argentina 2 | Inglaterra 1 | Cuartos de final. |
| Francia 1998 | -            | -           | Argentina 2 | Inglaterra 2 | Octavos de final. |
| Corea y Japón 2002 | -            | -           | Argentina 0 | Inglaterra 1 | Fase de grupos.   |